# جغرافیا: ترکیبی نو
جغرافیا: ترکیبی نو کتابی از پیتر هاگت با ترجمهٔ شاپور گودرزی نژاد است که در سال ۱۳۷۵ منتشر و در مراسم کتاب سال جمهوری اسلامی ایران به‌عنوان کتاب برگزیده معرفی شد.